# Tam nguyên (khoa cử)
Tam nguyên(chữ Hán: 三元) là tên hiệu cho người đỗ đầu cả ba kỳ thi hương, thi hội, thi đình trong hệ thống thi cử nho học.

## Các Tam nguyên trong nền nho học Việt Nam
- Trạng nguyên Đào Sư Tích, thời Nhà Trần; ông đỗ danh sách thứ nhất (Hương nguyên). Vào thi Hội, thi Đình ông đều đỗ thứ nhất: Đình Nguyên, Trạng nguyên khoa Giáp Dần niên hiệu Long Khánh đời vua Trần Duệ Tông (1374)
- Trạng nguyên Phạm Đôn Lễ, thời nhà Lê sơ;
- Trạng nguyên Vũ Dương, thời nhà Lê sơ;
- Hoàng giáp Nguyễn Đăng, thời nhà Lê trung hưng (1602);
- Bảng nhãn Lê Quý Đôn, thời nhà Lê-Trịnh,
- Hoàng giáp Trần Bích San, thời nhà Nguyễn,
- Hoàng giáp Nguyễn Khuyến, thời nhà Nguyễn,
- Thám hoa Vũ Phạm Hàm, thời nhà Nguyễn.